# Solobkivți, Iarmolînți
Solobkivți (în ucraineană Солобківці) este o comună în raionul Iarmolînți, regiunea Hmelnîțkîi, Ucraina, formată numai din satul de reședință.

## Demografie
Componența lingvistică a comunei Solobkivți
     Ucraineană (98,89%)
     Alte limbi (1,07%)
Conform recensământului din 2001, majoritatea populației comunei Solobkivți era vorbitoare de ucraineană (98,89%), existând în minoritate și vorbitori de alte limbi.